# Wotje
Wotje (en marshallès: Wōjjā) és un atol de l'oceà Pacífic que forma un districte legislatiu de la cadena de Ratak de les Illes Marshall. Comprèn 75 illes i illots, té una superfície terrestre de 8,18 km² i envolta una llacuna amb una superfície de 624 km². La seva població era de 859 habitants el 2011.

## Història
El primer albirament registrat pels europeus va ser per l'expedició espanyola de Ruy López de Villalobos el 25 de desembre de 1542.
L'atol va ser reclamat per l'Imperi Alemany, juntament amb la resta de les Illes Marshall, el 1884. Després de la Primera Guerra Mundial va quedar sota el domini de l'Imperi Japonès. Des de finals de la dècada de 1930 fou una important base d'hidroavions japonesos, amb un camp d'aviació i diversos centenars d'edificis de suport. Durant la Segona Guerra Mundial va ser fortament armat amb artilleria i bateries antiaèries. L'únic bombardeig de Hawaii després de Pearl Harbor va ser executat per hidroavions des de Wotje. La guarnició japonesa de Wotje arribà a comptar amb més de 4.000 homes. Des de mitjans de 1943 va ser atacat per avions de la Marina dels Estats Units i bombardejat per vaixells de guerra. Els atacs van augmentar en freqüència i gravetat després de la caiguda de Majuro i Kwajalein a mans de les forces americanes, i es van tallar totes les línies de subministrament a Wotje. Amb la rendició del Japó, només 1.244 homes de la guarnició eren vius. Després de la Segona Guerra Mundial va quedar sota el control dels Estats Units. Forma part de les Illes Marshall des de la seva independència, el 1986.